# Fenix (biograf, Göteborg)

Fenix, Phœnix och Neptun är namn som burits av en biograf på Andra Långgatan 6 i Göteborg, i drift 1916–1922. Lokalen ritades 1913 av arkitekten Olle Fahlström och avsåg en samlingslokal för okänt ändamål i ett gårdshus. Den hade podium på ena långsidan och en läktare på tre sidor runt detta. I samband med att fastigheten bytte ägare byggdes den om till biograflokal med läktare och maskinrum i ena kortändan och en liten filmduk på 2×3 meter på den motsatta kortväggen.
Biografen kallades Fenix vid invigningen den 10 januari 1916 . Någon tid därefter skrevs namnet Phoenix, innan Fenix återtogs. Den fick sedan fick det slutliga namnet Neptun, som den hade den längsta tiden av dess existens. Uppgifterna om när namnbytena ägde rum är osäkra. Att namnet Neptun antogs 3 september 1916 motsägs av ett avbildad annons för biografen Fenix från 1 februari 1917.
Genom alla namnbyten ägdes biografen av skeppsstuvaren  Konrad J. Nilsson (1868–1948). Hans yrkestitel anger att han innehade ett stuveriföretag, inte att han själv arbetade som hamnarbetare. Biografverksamheten var tydligen en bisyssla, som från 1921 också omfattade Östra biografen/Östra Bio på Redbergsvägen 14.
Biografen på Andra Långgatan upphörde hösten 1922. Lokalen användes sedan från 1923 till 1976 som Minjen, Göteborgs ortodoxa synagoga. Den har senare delats upp och används åtminstone delvis för bostadsändamål.